# Jan Massink
Jan Massink (Hengelo, 28 juli 1923 – Andelst, 21 januari 1988) was een Nederlands politicus namens de PvdA.
In Nijmegen was hij gemeenteraadslid tussen 1962 en 1979 en wethouder en locoburgemeester van 1970 tot 1978. De PvdA'er vervulde daarna het voorzitterschap van de Agglomeratie Utrecht, een los samenwerkingsverband van gemeenten. Van 1985 tot 1988 was Massink burgemeester van Valburg. In Nijmegen werd in 1990 de Gofferthal naar hem vernoemd als Jan Massinkhal.
Massink was voorheen advertentieacquisiteur bij Het Vrije Volk.
Tijdens zijn ambtsperiode als wethouder in Nijmegen heeft Massink zich ingezet voor onder meer de verbeterde leefomgeving in de Nijmeegse wijk Dukenburg. Massink legde de eerste steen voor het wijkcentrum. Ook maakte hij het college van Burgemeester en Wethouders investeringsbereid tegenover de Leemkuil. Daarnaast zette hij zich in op het gebied van sport: Massink opende in 1971 de trimbaan Heumensoord naast schaatser Ard Schenk.
In 1980 werd hij, na een bestuurscrisis bij de club, algemeen bestuurslid van N.E.C. onder de nieuwe voorzitter Henk Bergamin. In 1981 was hij vice-voorzitter wat hij tot aan zijn overlijden begin 1988 zou blijven.

## Persoonlijk
Massink was gehuwd en kreeg kinderen. Hij was onkerkelijk.

## Trivia
- Massink was actief en politiek betrokken bij de carnavalstraditie: "Tijdens het komende carnaval zal een linkse locoburgemeester er garant voor staan, dat er evenwicht is tussen links en rechts, hoewel carnaval noch links noch rechts is."[2]

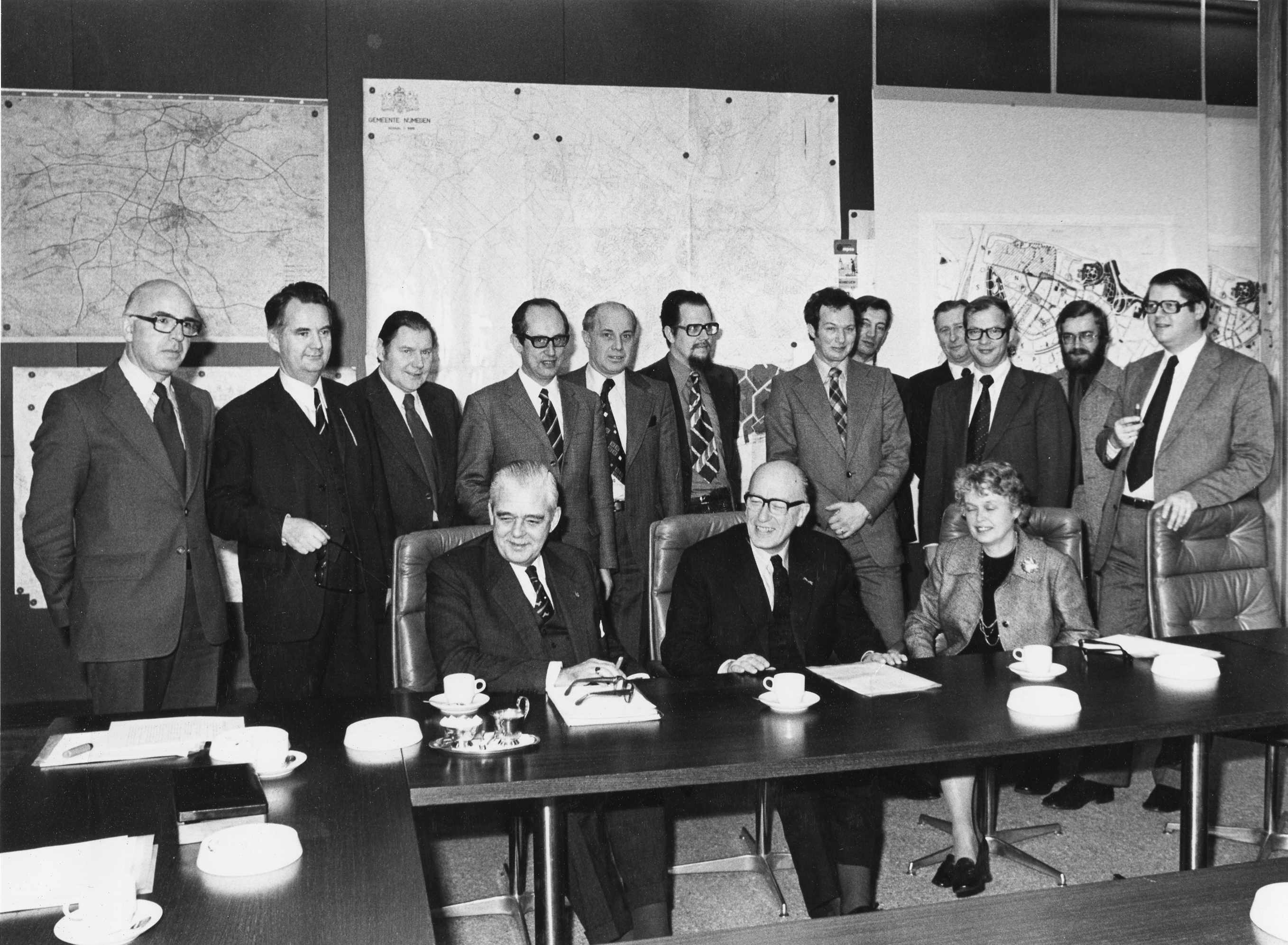
Massink, staand derde van links, bij een bezoek van het College van Gedeputeerde Staten van Gelderland aan Nijmegen in 1973